# Born auf dem Darss
Born auf dem Darss är en kommun och ort i det tyska förbundslandet Mecklenburg-Vorpommern.
Kommunen ingår i kommunalförbundet Amt Darß/Fischland tillsammans med kommunerna Ahrenshoop, Dierhagen, Prerow, Wieck a. Darß och Wustrow.

## Geografi
Kommunen ligger på halvön Darss i distriktet Vorpommern-Rügen. Delar av den tyska nationalparken Vorpommersche Boddenlandschaft är belägen i kommunen.

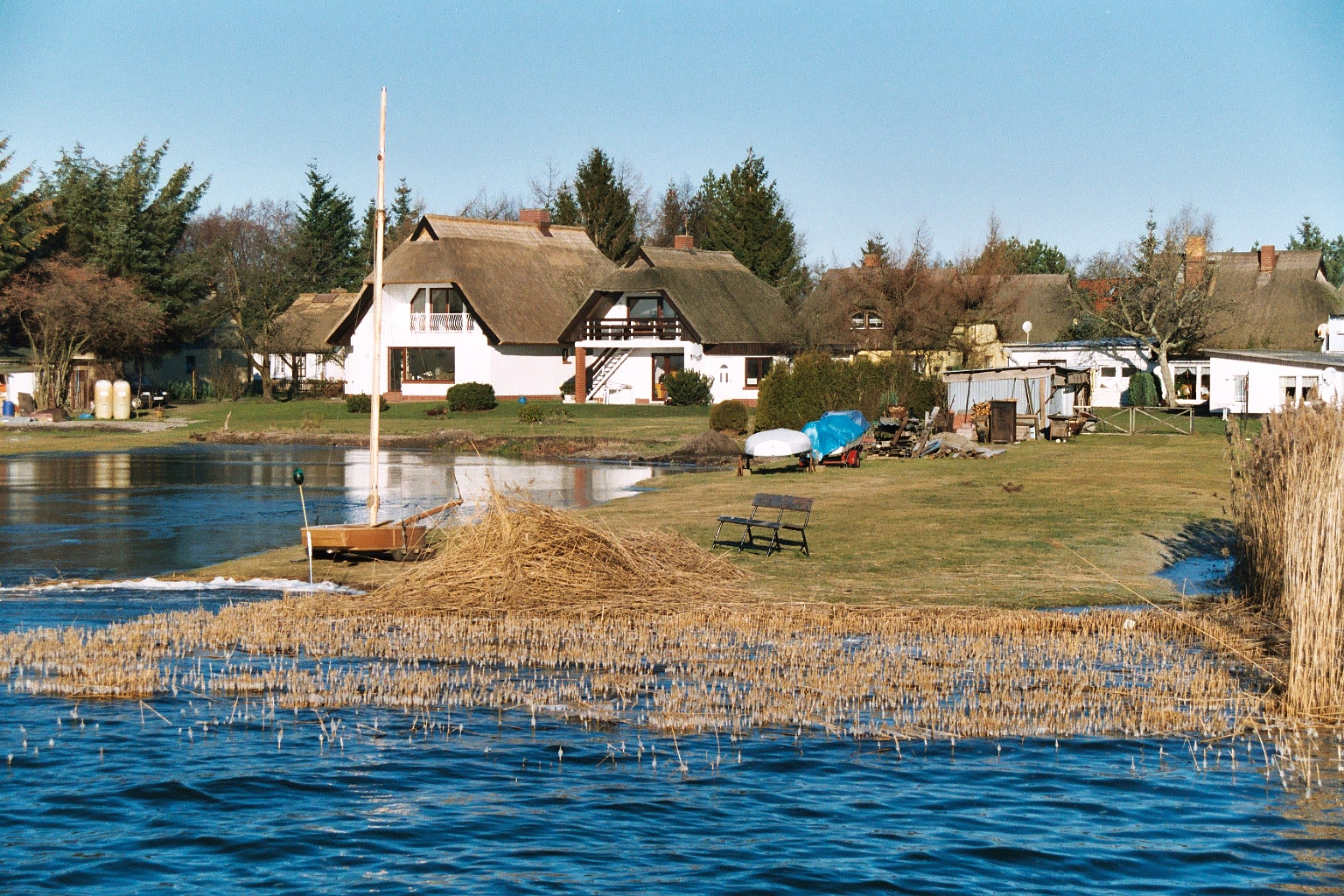
Born am Darss, am Bodden
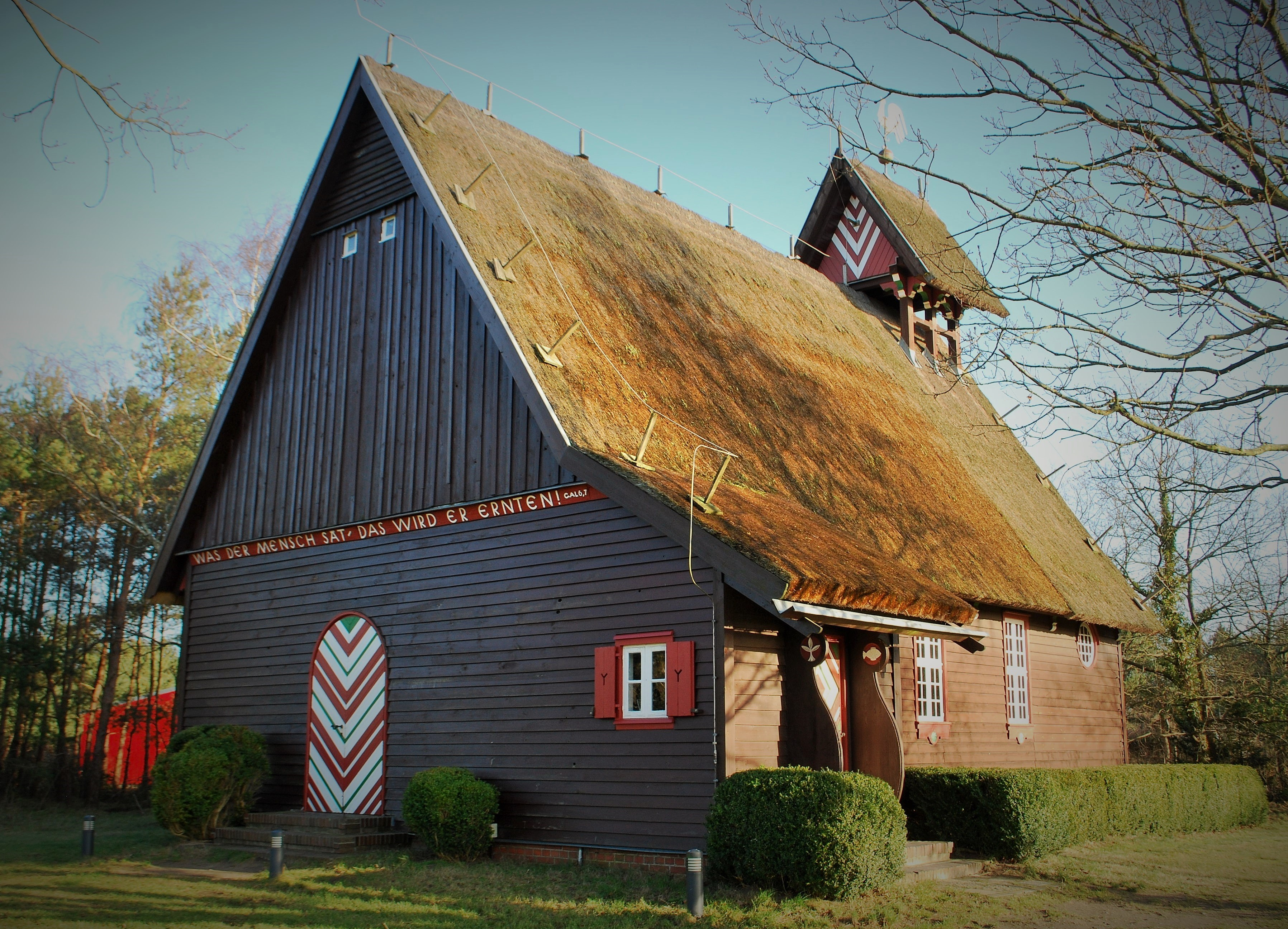
Fischerkirche Born a. Darss
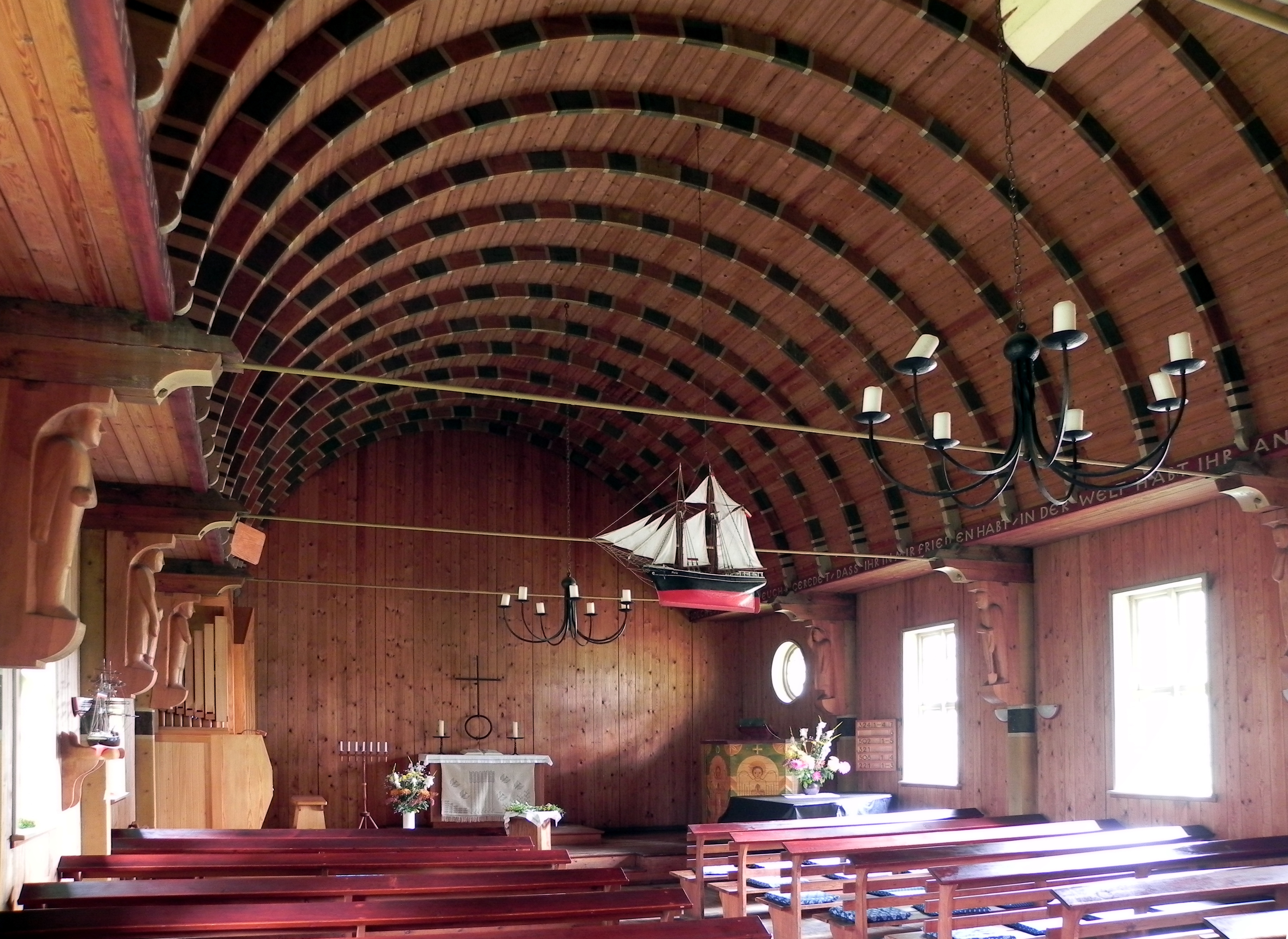
Fischerkirche Born a. Darss
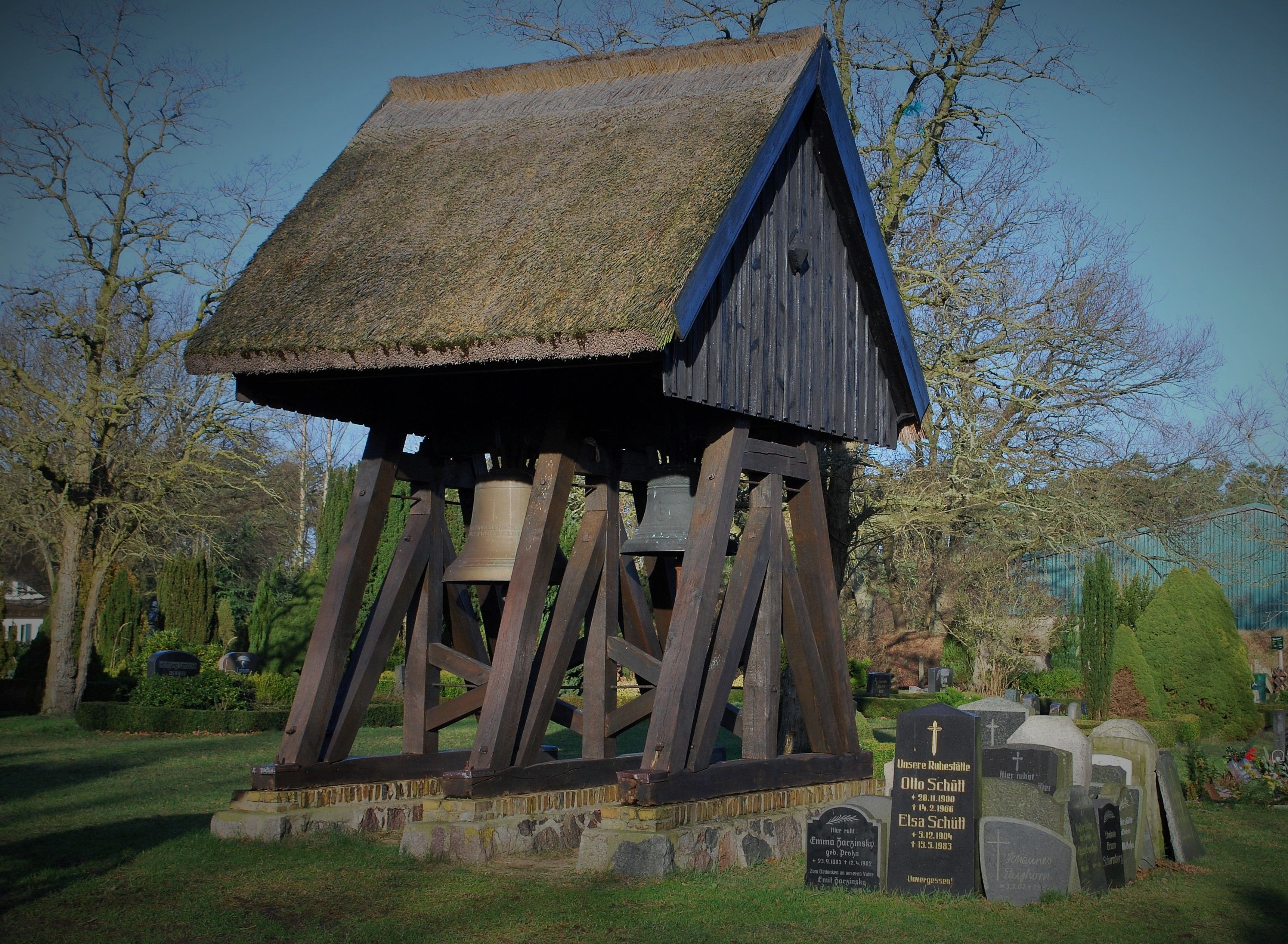
Fischerkirche - Klockstapel
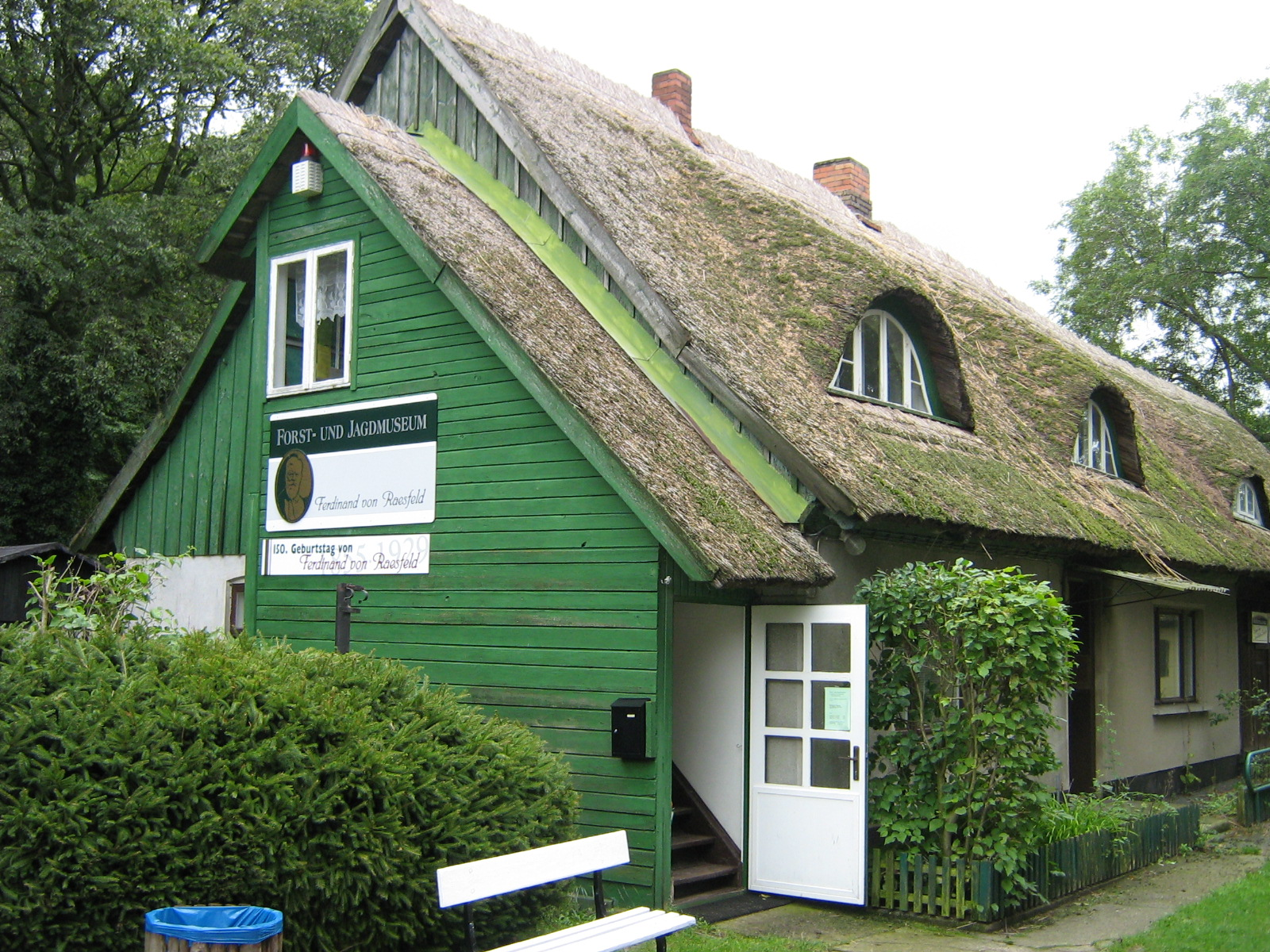
Forst- und Jagdmuseum Ferdinand von Raesfeld
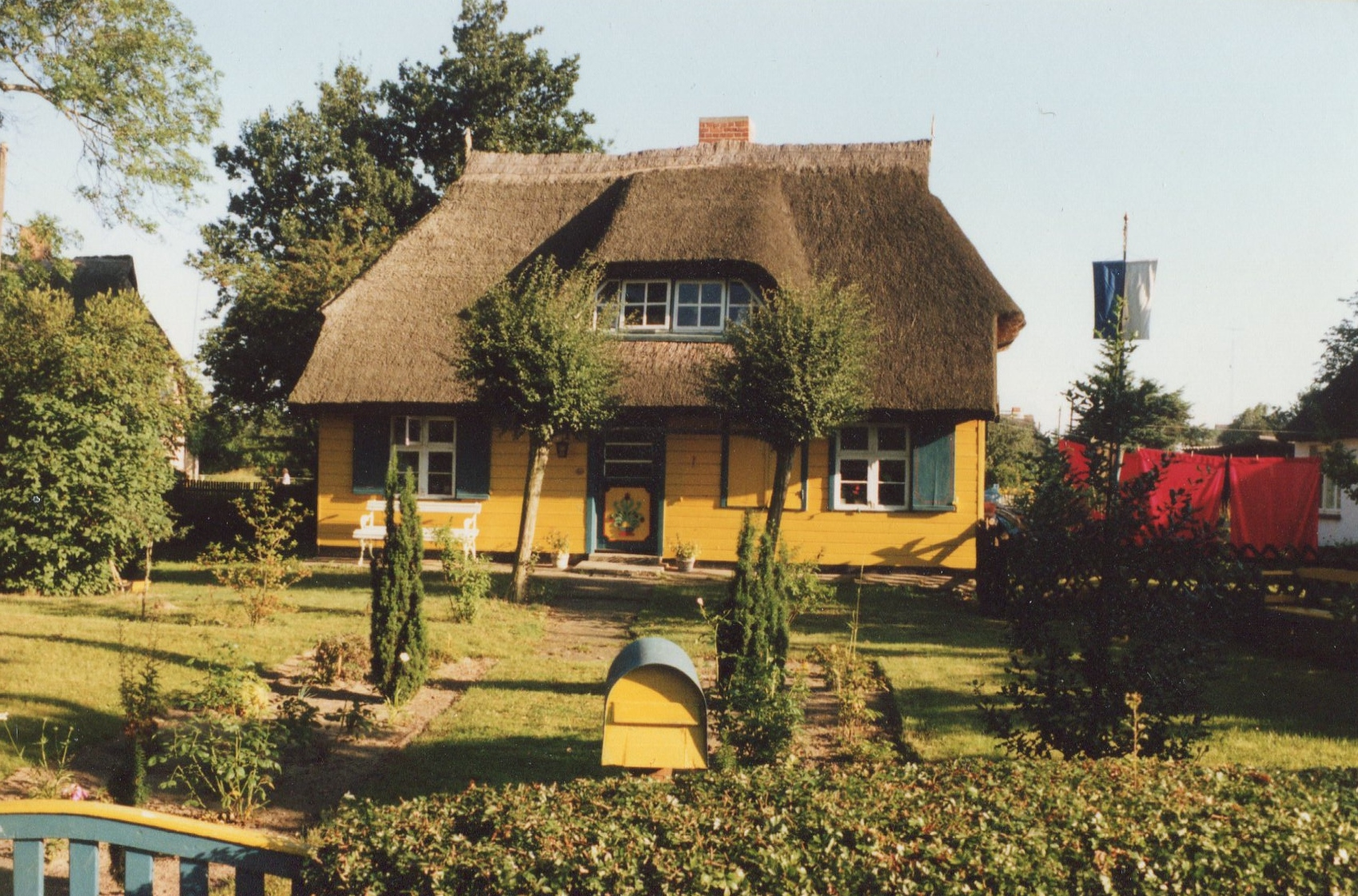
Born am Darss
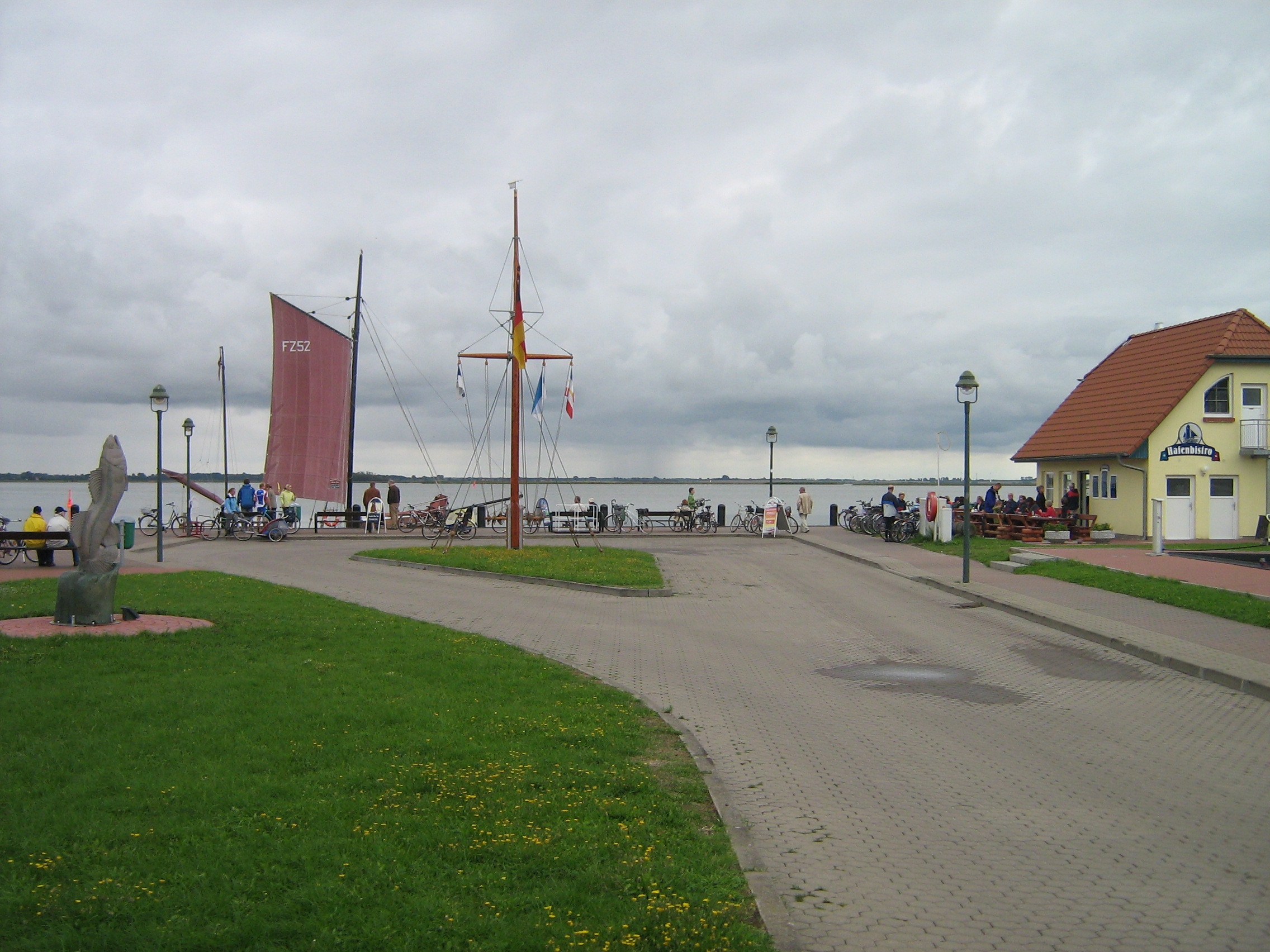
Hamn
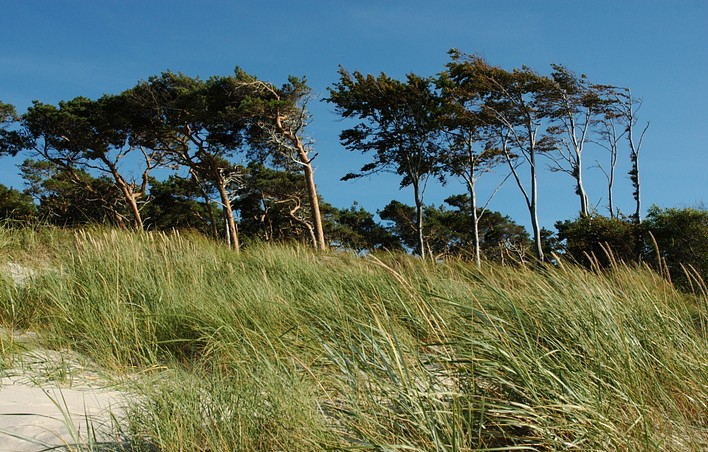
Born am Darss
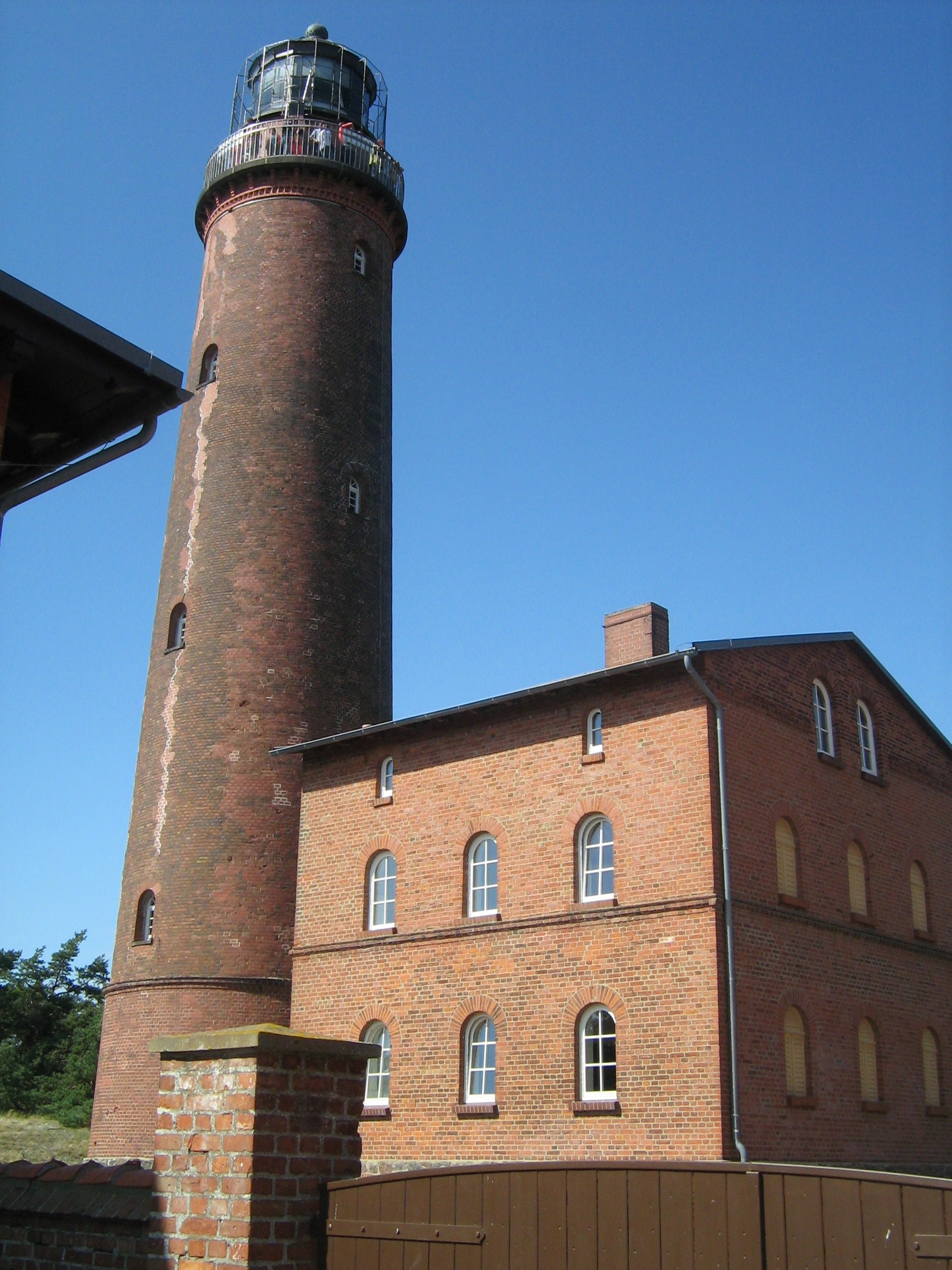
Fyr Darsser Ort